# 大蔵村 (兵庫県)
大蔵村（おおくらむら）は、兵庫県養父郡にあった村。現在の朝来市和田山町の北西部および養父市堀畑にあたる。

## 地理
- 山岳：大倉部山
- 河川：円山川、大倉部川、石和川、畑川

## 歴史
- 1889年（明治22年）4月1日 - 町村制の施行により、寺谷村・東谷村・平野村・土田村・宮田村・法道寺村・岡村・宮内村・高田村・堀畑村の区域をもって発足。
- 1955年（昭和30年）3月31日 - 糸井村と合併して南但町が発足。同日大蔵村廃止。

## 交通

### 鉄道路線
- 日本国有鉄道
  - 山陰本線
    - 養父駅

### 道路
- 国道9号